# Valutakorg
En valutakorg är en räkneenhet bestående av utvalda valutor med olika vikt.
Genom att flera valutor ingår kan en valutakorg användas som en referens mindre känslig för ändringar i växelkurser än en enskild valuta skulle vara. Valutorna och deras vikter väljs så att korgens värdeändringar är relevanta för den kontext i vilka den används.
Ett exempel på en valutakorg är den europeiska valutaenhet som användes av Europeiska gemenskapens medlemsstater som kontoenhet innan den ersattes av euron. Ett annat exempel är Internationella valutafondens särskilda dragningsrättigheter.